# Ilze Ķuzule-Skrastiņa
Ilze Ķuzule-Skrastiņa (født 12. marts 1985 i Riga, lettiske SSR, Sovjetunionen) er en lettisk skuespiller. 